# Cecily von Ziegesar

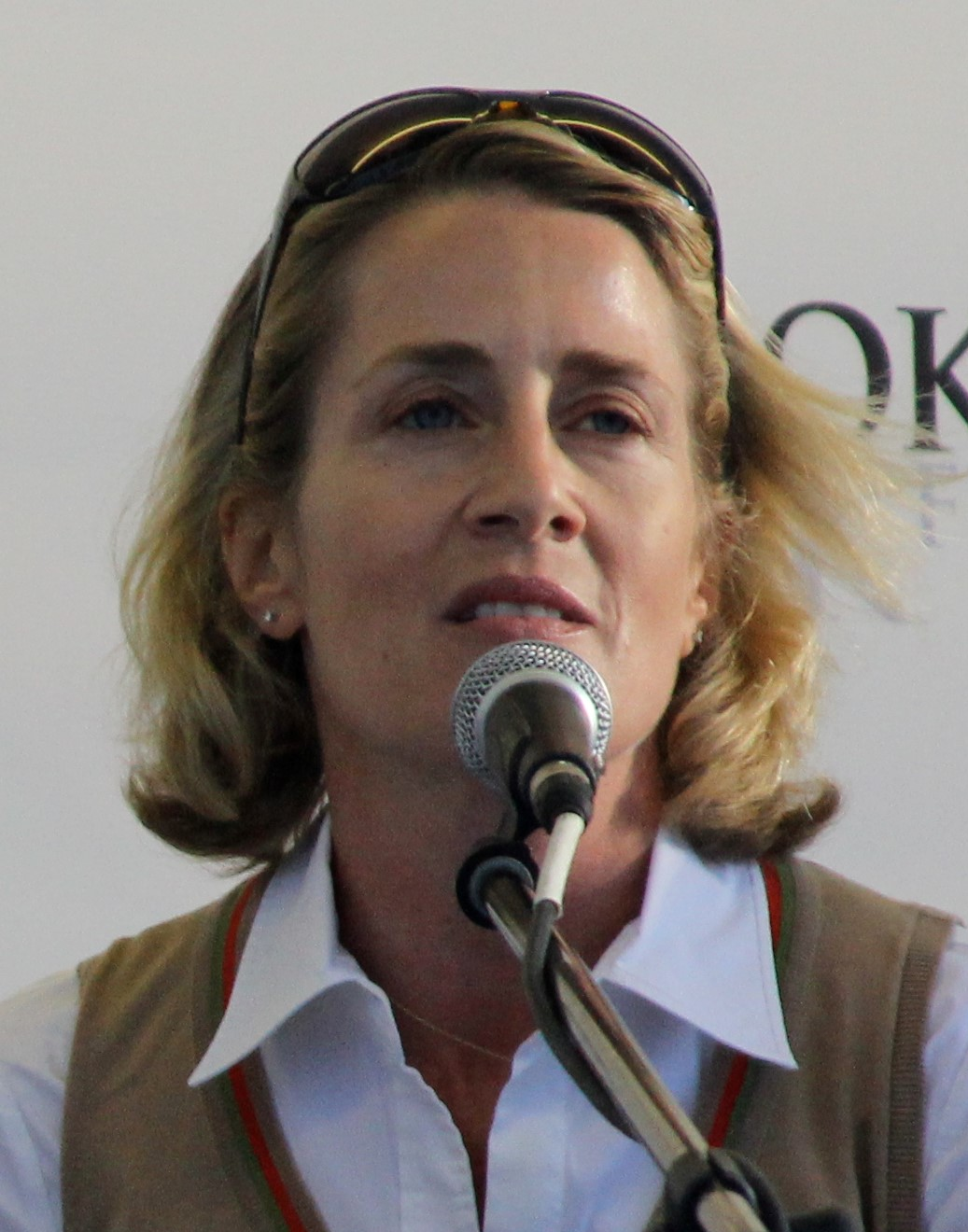

Cecily von Ziegesar (Connecticut, 27 juni 1970) is een schrijfster van jeugdboeken. Ze schreef onder meer de serie Gossip Girl. 

## Levensloop
Von Ziegesar werd geboren in een rijke familie in Connecticut. Zij groeide op in Manhattan. Ze is afgestudeerd aan de Nightingale-Bamford School, een privé-meisjesschool. Elke ochtend stond ze om 6 uur op om de trein te halen naar die school. Na het slagen op Nightingale ging ze naar het Colby College. Daarna werkte ze een jaar in Boedapest bij een lokaal televisiestation. Ze keerde daarna terug naar de Verenigde Staten om een cursus schrijven aan de Universiteit van Arizona te volgen. 
Ze ontmoette de Engelsman Omi terwijl ze op vakantie was in Arizona. Na een paar maanden een relatie gehad te hebben, gingen ze samenwonen en een jaar later trouwden ze. Sinds 1998 leven ze samen in New York. 
Samen kregen ze een dochter, Agnes. Toen er in een interview gevraagd werd of haar dochter naar een privé-meisjesschool zou gaan, zei Cecily: "I would send her to Nightingale, I feel I got a great education there". Dit betekent dat ze haar best naar Nightingale (de school waar ze zelf heeft opgezeten) zou willen sturen, omdat ze vindt dat ze daar een goede opleiding kreeg. 
Von Ziegesar heeft ook een zoon, Oscar. Samen met haar twee kinderen, man Richard Briggs en kat PonyBoy leeft ze in Brooklyn.

## Gossip Girl
In New York deed ze inspiratie op voor de boekenserie Gossip Girl. De  serie gaat over de levensstijl van rijke en populaire jongeren. Het eerste boek van de serie, dat ook Gossip Girl heet, kwam in de VS en in Nederland in de bestseller-lijst. Meisjesschool Constance Billard, waar de meisjes uit de serie op zitten, is gebaseerd op Von Ziegesars vroegere privéschool. Veel dingen, zoals de evenementen en feestjes, zijn gebaseerd op Von Ziegesars eigen leven. 
Gossip Girl is in 2007 uitgekomen als televisieserie. In Nederland werd deze sinds 2008 uitgezonden.
- It Girl

It Girl is een uitloop van Gossip Girl. Daarin gaat Jenny (een personage uit Gossip Girl) naar de kostschool. 
- Gossip Girl: The Carlyles

Een uitloop van Gossip Girl. het gaat over een nieuwe familie, the Carlyles.

## Boeken
Gossip Girl
1. Gossip Girl - Gossip Girl
2. We mailen - You Know You Love me
3. Ik wil alleen maar alles - All I Want Is Everything
4. Omdat ik het waard ben - Because I'm Worth It
5. Ik hou van lekker - I Like It Like That
6. Ik wil jou voor altijd - You're The One That I Want
7. Er is geen betere - Nobody Does It Better
8. Wat er ook gebeurt - Nothing Can Keep Us Together
9. Altijd dichtbij - Only In Your Dreams
10. Gemaakt voor elkaar - It Had To Be You
11. Deel de passie - Would I Lie to You
12. Wie anders? - Don't Forget About Me
13. Ik kom altijd uit bij jou  - I Will Always Love You

- Gossip Girl TV-Editie - Gossip Girl/You Know You Love Me

De It-Girl
1. Schaamteloos - The It-Girl
2. Goddelijk - The It-Girl: Notorious
3. Onweerstaanbaar - The It-Girl: Reckless
4. Verrukkelijk - The It-Girl: Unforgetable
5. Geliefd - The It-Girl: Lucky
6. Lekker - The It-Girl: Tempted
7. Verleidelijk - The It-Girl: Infamous
8. Aanbiddelijk - The It-Girl: Adored
9. Geraffineerd - The It-Girl: Devious
10. Klassiek - The It-Girl: Classic

Gossip Girl: The Next Generation
1. Gossip Girl, the next generation: Kus, Kus, Kus - Gossip Girl: The Carlyles
2. Gossip Girl, the next genaration: Meer, meer, meer - You Just Can't Get Enough
3. Gossip Girl, the next generation: Ja, Ja, Ja - Take a Chance on Me
4. Gossip Girl, the next generation: Love, Love, Love -  Love the One You're With

Roman
1. Cum Laude (nog niet vertaald)